# Cyrtodactylus phuketensis
Espèce
Cyrtodactylus phuketensis est une espèce de geckos de la famille des Gekkonidae.

## Répartition
Cette espèce est endémique de Phuket en Thaïlande.

## Étymologie
Son nom d'espèce, composé de phuket et du suffixe latin -ensis, « qui vit dans, qui habite », lui a été donné en référence au lieu de sa découverte.

## Publication originale
- Sumontha, Pauwels, Kunya, Nitikul, Samphanthamit & Grismer, 2012 : A new forest-dwelling gecko from Phuket Island, Southern Thailand, related to Cyrtodactylus macrotuberculatus (Squamata: Gekkonidae). Zootaxa, n. 3522, p. 61–72.